# Túnel de Ezequías
El túnel de Ezequías (en hebreo נקבת חזקיהו, Nikbat Jizkiahu) o túnel de Siloé (en hebreo נקבת השילוח, Nikbat Hashiloaj) se encuentra en la ciudad de Jerusalén; lleva el agua de la fuente del Gihón a la piscina de Siloé.

## Historia
La ciudad de Jerusalén en tiempos bíblicos estaba ubicada sobre una montaña rodeada de valles, gracias a su posición topográfica contaba con defensas naturales desde casi todas las direcciones. Pero su principal fuente de agua dulce, el manantial de Guijón, no contaba con esa protección, al estar ubicada en una zona más baja, cerca del valle del Cedrón. 
El túnel de Ezequías fue construido en el año 701 a. C. por orden del rey Ezequías, que gobernó aproximadamente entre el 727-698 a. C. (no hay un acuerdo unánime acerca del período exacto de su reinado). En la segunda mitad del s. VIII a. C. el Reino de Judá debía proteger a Jerusalén –y especialmente su fuente de agua– del ejército de Asiria que avanzaba a través de la actual Siria y Cisjordania en dirección hacia el Imperio Nuevo de Egipto. En vistas a los muchos fugitivos provenientes del Reino de Israel, cuya capital Samaria había sido tomada en el 722 a. C. por Asiria, Ezequías hizo construir un nuevo muro en torno a la ciudad, que había crecido notablemente en dirección oeste y sur, y aseguró por medio de la construcción del túnel que lleva su nombre el abastecimiento de la ciudad con agua potable (II Crónicas 32, 1-5). El ataque y el asedio de la ciudad fueron llevados adelante por el rey asirio Senaquerib en el año 701 a. C. (II Crónicas 32, 9).

## Otras canalizaciones
En la Edad del Bronce medio (1700 -1800 a. C.) se construyó un canal que llevaba el agua de la fuente del Gihón a la piscina de Siloé. Este canal tiene aproximadamente 6 metros de profundidad. Fue cubierto con grandes losas de roca y tierra. Dada la ruta directa entre ambos puntos, existía el riesgo de que fuera descubierto y destruido. Por esa razón, se decidió la construcción del túnel de Ezequías.
En la Edad de Hierro II (1000-520 a. C.) se construyeron en Palestina diversas instalaciones complejas para asegurar la provisión de agua potable en ciudades israelitas y judías, como por ejemplo en Megido, Jasor, Tell Be'er Scheva (Beerseba ) y en otros lugares.

## Ubicación y construcción del Túnel de Ezequías

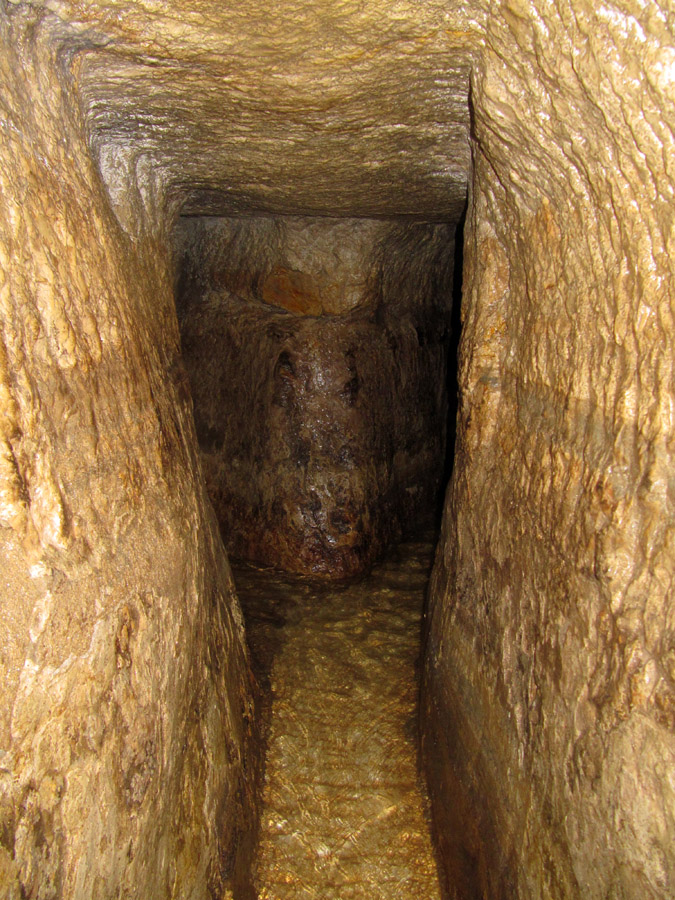
Túnel en 2010

El túnel parte de la fuente del Gihón en Jerusalén, que es la única que tiene agua durante todo el año. Es un manantial, que surge subterráneamente de una gruta al pie de la ladera sureste de Sion en el valle de Cedrón. El túnel aprovecha en dirección oeste la antigua vertiente de los Jebuseos como pozo vertical (al que se lo identifica con el canal a través del cual los israelitas, en tiempos del rey David, ingresaron a la ciudad y la tomaron –II Samuel 5, 8–; de este canal los jebuseos habrían sacado agua, pero siempre dentro del área protegida por las murallas de la ciudad). El túnel da luego muchas curvas en dirección SSO a través de la cresta de la montaña de Sion y desemboca en la piscina de Siloé. Este lugar se encontraba en el interior protegido de la ciudad. La piscina data de tiempos del Imperio Bizantino. Excavaciones posteriores descubrieron más al sur y más profundamente otra cuenca en el interior de la piscina.
Dos grupos de trabajadores perforaron la roca, el primero iniciando sus tareas junto a la fuente, el otro comenzando en la desembocadura. Para guiar a los excavadores, se golpeaba la superficie. Poco antes del encuentro (aproximadamente a 30 metros de distancia), los dos grupos lograron oírse y trabajaron uno en dirección del otro, corrigiendo a cada paso la dirección. De esta última fase de la construcción del túnel data la inscripción, parcialmente conservada, ubicada cerca del final del sector sur del túnel. Había sido ubicada sobre una superficie alisada en la pared.

## La inscripción de Siloé

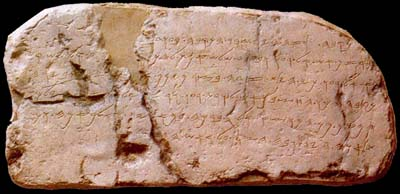
Inscripción de Siloé

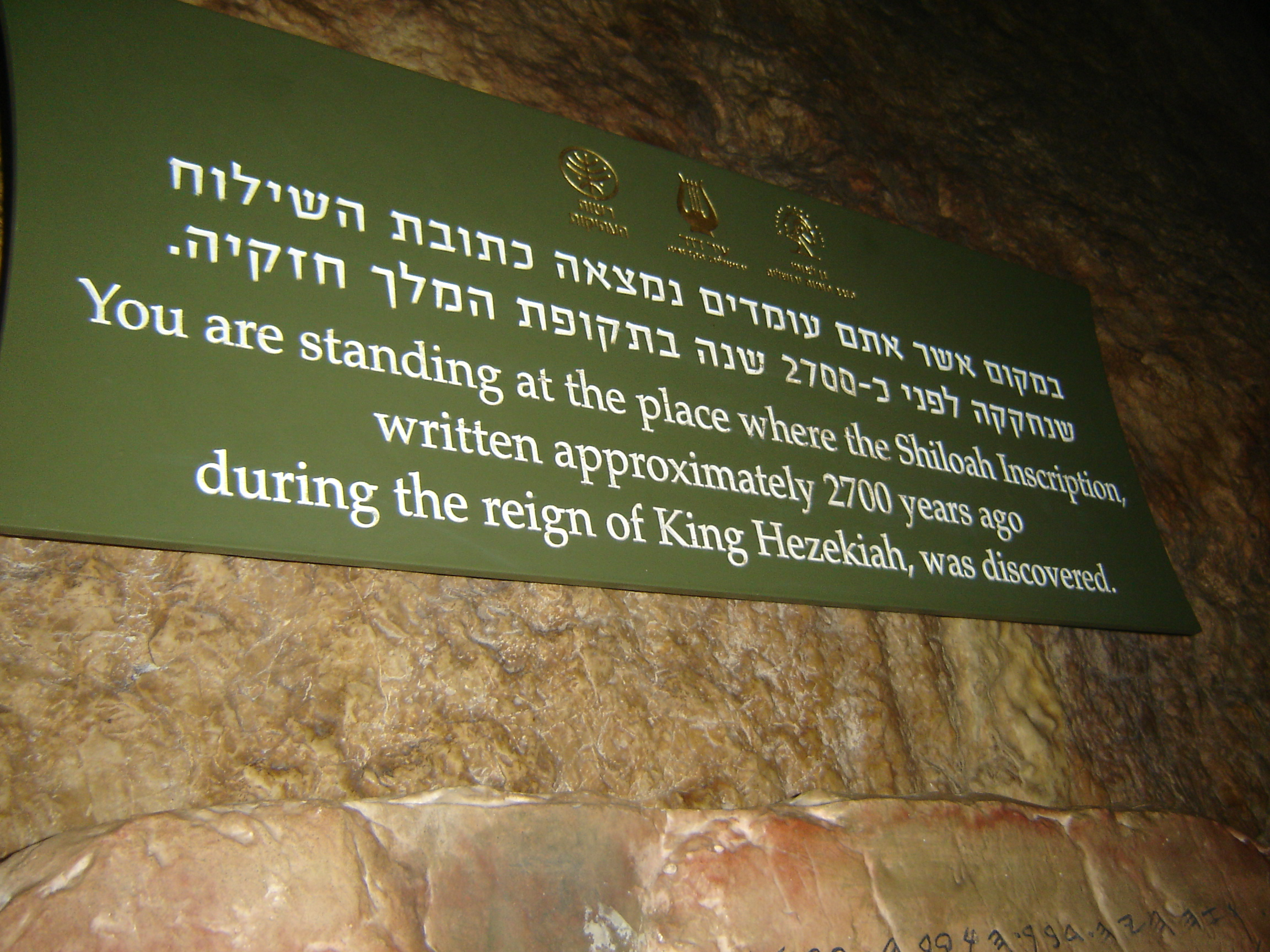
Letrero que dice "Usted está parado en el lugar donde la inscripción del Siloé escrita hace aproximadamente 2700 años durante el reinado de Ezequías, fue encontrada".

La inscripción de Siloé informa acerca de los trabajos poco antes de la ruptura del túnel y reviste gran importancia arqueológica. Fue encontrada en el año 1880 en las cercanías de la entrada sur del túnel. Después de que en tiempos del Imperio otomano se intentase robarla, ocasión en la que el ladrón logró ser apresado, se la llevó al Museo arqueológico de Estambul, donde se encuentra actualmente.

... la perforación. Esta es la historia de la perforación. Cuando todavía [...] pico(s) [....] 
cada uno hacia su compañero y cuando todavía faltaban perforar tres varas, [...] la voz de un hombre que le gritaba al otro, pues allí había una brecha del lado derecho [...] Y el día de la ruptura se encontraron los trabajadores, hombre contra hombre, pico contra pico, y el agua fluyó de la fuente hacia el estanque, 1200 varas, y de 100 varas era el grosor de la roca por sobre las cabezas de los trabajadores.

## Turismo

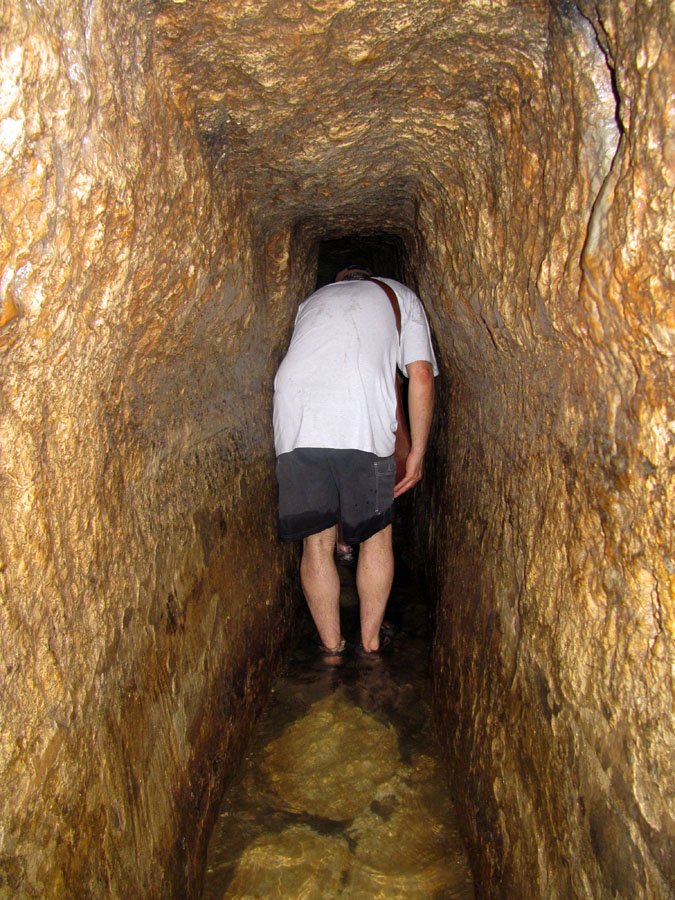

La totalidad del área de la fuente del Gihón y del túnel, así como de la piscina de Siloé es una única instalación arqueológica que puede ser visitada. Con una lámpara de mano pueden recorrerse 433 metros (1749 pies), en el que el agua llega hasta la rodilla. El túnel se encuentra en las cercanías del casco de la ciudad, por debajo de la "Ciudad de David".